# Собор Непорочного Сердца Божией Матери
Собор Непорочного Сердца Божией Матери — католический собор в городе Иркутске. Собор имеет статус кафедрального в епархии Святого Иосифа (с центром в Иркутске), возглавляемой епископом Кириллом Климовичем. Расположен по адресу: улица Грибоедова, д. 110. В храме проводятся органные концерты духовной музыки.

## История

### Исторические католические храмы Иркутска
В 1820 году был учреждён католический приход в Иркутске, прихожанами которого были, главным образом ссыльные поляки, а также литовцы, белорусы и представители других национальностей. В первой половине XIX века был построен деревянный храм Успения Богородицы, в 1879 году он сгорел. На месте деревянного в 1886 был построен каменный храм Успения в неоготическом стиле.
В советский период приход был ликвидирован, священники репрессированы. Католический храм был разорён, использовался для различных целей, пока в 1978 году в нём не был открыт органный зал филармонии, располагающийся там до сих пор.

### Строительство собора
Восстановление деятельности Католической церкви в Сибири началось в начале 90-х годов XX века. В частности, была учреждена апостольская администратура Восточной Сибири с резиденцией епископа в Иркутске. Администратором стал епископ Ежи Мазур.
В 1998 году администрация Иркутска отказала католической общине в возвращении исторического здания католического храма. Властями города было предложено несколько вариантов месторасположения собора, из которых епископ Ежи Мазур выбрал площадку напротив Иркутского государственного технического университета. Именно епископом Мазуром был избран покров Божьей Матери в качестве христианского символа собора.
Автором первоначального проекта стал польский архитектор Анджей Хвалибог. Работу по созданию окончательного проекта вели иркутские архитекторы (ОАО «Иркутскгражданпроект») Олег Бодула и Владимир Стегайло. Иркутск расположен в сейсмической зоне байкальского рифта, потому при проектировании собора его авторами был принят целый ряд нестандартных архитектурных решений. Была принята система двухслойных стен, которые состояли из монолитного железобетона и кирпичной кладки, которая играет роль неснимаемой опалубки. Покрытие зала состоит из монолитных железобетонных плит кессонного типа, лежащих в разных плоскостях. Армирование кессонов выполнено с применением прокатных профилей, что позволило избежать устройства поддерживающих лесов большой высоты. Архитектурные и конструктивные решения уникальны для Иркутска. В первую очередь это относится к монолитному перекрытию, площадь которого составляет 1000 квадратных метров.
Собор был сооружён полностью на деньги католических общин из Красноярска, Владивостока, Магадана, Польши, Германии, Италии и Словакии.
Строительство собора началось 10 июня 1999 года, завершилось в сентябре 2000 года, его осуществляло ЗАО «Иркутскпромстрой». 8 сентября 2000 года в праздник Рождества Богородицы состоялось торжественное освящение Кафедрального собора в честь праздника Непорочного Сердца Богородицы. На церемонию освящения прибыл папский делегат его высокопреосвященство кардинал Ян Питер Схотте.

## Архитектура и внутреннее убранство
Собор расположен на линии восток-запад. С фронтальной стороны расположены две высокие башни, соединённые перемычкой в форме митры, головного убора высшего католического духовенства. Над обеими башнями помещён лучистый крест из нержавеющей стали. С левой стороны возле входа расположена часовня Божией Матери Неустанной Помощи.
Центральный алтарь храма сделан из байкальского нефрита. По сторонам от алтаря находятся статуи Божьей Матери Фатимской и Святого Иосифа Обручника.